# Anelaphus niveivestitus
Anelaphus niveivestitus är en skalbaggsart som först beskrevs av Schaeffer 1905.  Anelaphus niveivestitus ingår i släktet Anelaphus och familjen långhorningar. Inga underarter finns listade i Catalogue of Life.